# National Sliding Centre
Il National Sliding Centre (国家雪车雪橇中心S, Guójiā xuě chē xuěqiāo zhōngxīnP) è un tracciato per bob, slittino e skeleton situato a Pechino nella contea di Yanqing e costruito in occasione dei XXIV Giochi olimpici invernali.

## Storia
I lavori di costruzione dell'impianto, affidati alla Shanghai Baoye Group Corporation, sono iniziati nel giugno 2018 e sono terminati nel novembre 2020. Il costo dei lavori di costruzione è stato di 2,5 miliardi di dollari. Per permettere la realizzazione dell'impianto sono stati modificati i confini della riserva naturale di Songshan.
Il 25 ottobre 2021 la pista ha ospitato la sua prima gara ufficiale e il successivo 20 e 21 novembre è stata la sede di una delle tappe della Coppa del Mondo di slittino 2021/2022. Tra il 5 e il 20 febbraio 2022 l'impianto ha ospitato le gare di slittino, skeleton e bob dei XXIV Giochi olimpici invernali.

## Caratteristiche
L'impianto può ospitare fino a 10 000 spettatori e si estende su una superficie totale di 125 937 m². La pista è lunga 1 975 metri, ha 16 curve e un dislivello di 107 metri, partendo da un'altitudine di 1 019 metri e terminando a 912 metri.